# Jeanne Valérie
Jeanne Valérie, née Micheline Yvette Voituriez le 19 août 1941 à Paris et morte le 25 septembre 2020 en Italie, est une actrice française.

## Filmographie
- 1959 : Cigarettes, Whisky et P'tites Pépées de Maurice Régamey : Une fille
- 1959 : Oh ! Qué mambo de John Berry : La dame du vestiaire
- 1959 : Les Liaisons dangereuses 1960 de Roger Vadim : Cécile Volange
- 1959 : À double tour de Claude Chabrol : Élisabeth
- 1960 : Les Fausses Ingénues (Labbra rosse) de Giuseppe Bennati : Irène
- 1960 : Salammbô de Sergio Grieco : Salammbò
- 1960 : Les Plaisirs du samedi soir (I piaceri del sabato notte) de Daniele D'Anza : Paola Masetti
- 1960 : Les Pilules d'Hercule (Le pillole di Ercole) de Luciano Salce : Odette
- 1960 : Ça s'est passé à Rome (La giornata balorda) de Mauro Bolognini : Marina
- 1961 : Siega verde (ca) de Rafael Gil : Xana
- 1961 : L'Imprévu (L'imprevisto) : Juliette
- 1961 : Le Jeu de la vérité de Robert Hossein : Françoise Bribant
- 1961 : Un sauvage, deux femmes (El último verano) de Juan Bosch Palau : Susanne
- 1962 : Adorable Julia (Julia, du bist zauberhaft) d'Alfred Weidenmann : Avice Crichton
- 1962 : Mandrin, bandit gentilhomme de Jean-Paul Le Chanois : Antoinette
- 1963 : La porteuse de pain de Maurice Cloche : Mary Harmant
- 1963 : Cadavres en vacances de Jacqueline Audry : Brigitte
- 1964 : Parlons femmes (Se permettete parliamo di donne) d'Ettore Scola : La femme du prisonnier
- 1964 : Le Sexe des anges (Le voci bianche) de Pasquale Festa Campanile et Massimo Franciosa : Maria
- 1965 : 077 intrigue à Lisbonne (it) (Da 077: Intrigo a Lisbona) de Tulio Demicheli et Federico Aicardi : Olga
- 1965 : Nick Carter et le trèfle rouge de Jean-Paul Savignac : Lia
- 1966 : Technique d'un meurtre (Tecnica di un omicidio) de Francesco Prosperi : Mary
- 1968 : Pas de diamants pour Ursula (I diamanti che nessuno voleva rubare) de Gino Mangini : Ursula
- 1967 : Les Chiens verts du désert (Attentato ai tre grandi) d'Umberto Lenzi : Faddja Hassen
- 1969 : L'amore è come il sole de Carlo Lombardi : Irina
- 1969 : Joë Caligula, du suif chez les dabes de José Bénazéraf : Brigitte
- 1969 : Oliver Cromwell ritratto di un dittatore,, feuilleton de Vittorio Cottafavi : La Reine Enrichetta Maria
- 1981 : La Peau (La pelle) de Liliana Cavani : La princesse à Capri
- 1991 : La villa del venerdì de Mauro Bolognini : La mère de Louisa